# Troy Tanner
Troy Richard Tanner (Hacienda Heights, 31 ottobre 1963) è un allenatore di pallavolo, ex pallavolista ed ex giocatore di beach volley statunitense.
Giocava nel ruolo di universale.

## Carriera

### Giocatore
La carriera di Troy Tanner inizia, a livello universitario, con Pepperdine con cui vincerà due titoli NCAA. 
Dedicandosi successivamente esclusivamente alla nazionale statunitense, con cui vincerà una medaglia d'oro ai Giochi olimpici, una medaglia d'oro al campionato mondiale 1986, una medaglia d'oro ai X Giochi panamericani e una medaglia d'argento ai I Goodwill Games.
Nella stagione 1990-91 approda per la prima volta Italia, giocando per una stagioni nella Lazio. Nel 1992 gioca per l'HAOK Mladost. Chiude la sua carriera da pallavolista nel 1995 nei Panasonic Panthers.

### Beach volley
Anche nel corso della carriera pallavolistica, come molti suoi compagni di nazionale, partecipa a vari tornei dell'AVP, facendo coppia con alcuni dei più grandi nomi della storia di questo sport come Adam Johnson, Eric Fonoimoana, Randy Stoklos e Mike Whitmarsh. Ottiene diversi buoni piazzamenti e titoli individuali senza però vincere mai un torneo.

### Allenatore
Nel 1997 diventa assistente allenatore di Brigham Young, dove resterà fino al 2002. Fonda la sua scuola di pallavolo facendo, nel frattempo, l'allenatore delle campionesse olimpiche di beach volley Kerri Walsh e Misty May-Treanor.
Nella stagione 2014 diventa il primo allenatore di Pepperdine, restando però in carica per un solo anno.

## Palmarès

### Club
- NCAA Division I: 2

1985, 1986

### Nazionale (competizioni minori)
- Goodwill Games 1986
- Giochi panamericani 1987

### Premi individuali
- 1983 - NCAA Division I: All-Tournament Team
- 1985 - NCAA Division I: All-Tournament Team
- 1989 - Coppa del Mondo: Miglior ricezione
- 1992 - AVP: Rookie of the Year
- 1995 - V.League: Miglior ricezione al servizio
- 1996 - AVP: Ron Von Hagen Award(Most Underrated)
- 1997 - AVP: Ron Von Hagen Award(Most Underrated)
- 1997 - AVP: Most Improved Player
- 1997 - AVP: Best Defensive Player